# Totaizal
Totaizal ist eine Ortschaft im Departamento Beni im Tiefland des südamerikanischen Andenstaates Bolivien.

## Lage im Nahraum
Totaizal ist die zweitgrößte Gemeinde im Kanton José Agustín de Palacios im Municipio Santa Ana del Yacuma in der Provinz Yacuma. Die Ortschaft liegt auf einer Höhe von 182 m am Oberlauf des Río Matos, einem Zufluss des Río Apere, der in den Río Mamoré mündet.

## Geographie
Totaizal liegt im bolivianischen Tiefland östlich der bolivianischen Voranden-Ketten der Cordillera Oriental. Das Klima der Region ist tropisch und ganzjährig humid, die ursprüngliche Vegetation ist die des tropischen Regenwaldes.
Die mittlere Durchschnittstemperatur der Region liegt bei 26 °C (siehe Klimadiagramm San Borja) und schwankt nur unwesentlich zwischen 23 °C im Juni und Juli und etwa 27 °C von Oktober bis März. Der Jahresniederschlag beträgt 1800 mm, mit mäßigen Monatsniederschlägen von 60 bis 70 mm von Juni bis September, und einer ausgeprägten Regenzeit von Dezember bis März mit Monatsniederschlägen von 200 bis 300 mm.

## Verkehrsnetz
Totaizal liegt in einer Entfernung von 183 Straßenkilometern westlich von Trinidad, der Hauptstadt des Departamentos.
Die Ortschaft liegt an der 600 Kilometer langen Nationalstraße Ruta 3 von La Paz nach Trinidad. Die Straße ist bis auf ein fünfzig Kilometer langes Teilstück östlich von La Paz weitgehend nicht asphaltiert und daher je nach Witterungsbedingungen nicht immer problemlos zu befahren. Sie führt von La Paz über Cotapata, Sapecho und Yucumo nach San Borja und von dort weiter über Tierra Santa und Galilea nach Totaizal, in östlicher Richtung dann über San Ignacio de Moxos nach Trinidad.

## Bevölkerung
Die Einwohnerzahl der Stadt war in den vergangenen beiden Jahrzehnten Schwankungen unterlegen:
| Jahr | Einwohner | Quelle       |
| ---- | --------- | ------------ |
| 1992 | 283       | Volkszählung |
| 2001 | 322       | Volkszählung |
| 2012 | 267       | Volkszählung |
| 2024 |           | Volkszählung |